# Anton Pirchegger
Anton Pirchegger (* 12. Juni 1885 in Leopersdorf bei Allerheiligen im Mürztal als Antonius de Padua Pirchegger; † 1. März 1949 ebenda) war ein österreichischer Politiker der CS und der ÖVP sowie der erste gewählte Landeshauptmann der Steiermark nach dem Zweiten Weltkrieg.

## Zwischenkriegszeit und Zweiter Weltkrieg
Anton Pirchegger entstammte einer politischen Bauernfamilie in Allerheiligen im Mürztal in der Obersteiermark. Sein Vater war der Bauer Simon Pirchegger, seine Mutter war Juliana (geborene Fladischer). Einer seiner Brüder hieß ebenfalls Simon (1889–1946) und war ein anerkannter Slawist und Seelsorger, ein Cousin 2. Grades war der Historiker Hans Pirchegger (1875–1973). Er kehrte schon 1915 aus dem Ersten Weltkrieg zurück und trat in die politischen Fußstapfen seines Vaters Simon, in dem er sich für die Anliegen der Bauern in seiner Heimatgemeinde engagierte. Als Bauernbündler war er maßgeblich am Aufbau der agrarischen Organisationen, vor allem im Genossenschaftswesen, tätig. Nach den Nationalratswahlen am 17. Oktober 1920 zog Pirchegger als bis dahin jüngster Abgeordneten für die Christlichsoziale Partei in den Nationalrat ein, wo er mit einer kurzen Unterbrechung im Oktober/November 1930 bis zu seinem Rücktritt 1931 aus Verärgerung über personelle Intrigen tätig war. Im Jahr 1926 wurde ihm das Landwirtschaftsministerium im Kabinett Ramek angeboten, das er allerdings aus privaten Gründen ausschlug.
Im November 1934 ernannte Landeshauptmann Karl Maria Stepan Pirchegger zum Präsidenten des Steiermärkischen Landtages. Mit dem Deutschen Einmarsch und dem Anschluss Österreichs 1938 zog sich Pirchegger aus der Politik zurück und bewirtschaftete den heimatlichen Bauernhof bis zum Kriegsende 1945.

## Nachkriegszeit
Am 17. Mai 1945 wurde er als Landesrat für Ernährung in die erste provisorische Landesregierung der Steiermark unter Landeshauptmann Reinhard Machold berufen. Er war an der Gründung der ÖVP (18. Mai 1945) beteiligt. Nachdem bei den Wahlen im November 1945 die ÖVP in der Steiermark stärkste Kraft wurde und diese wiederum von Bauernbündlern dominiert, wählte der Landtag ihn am 28. Dezember 1945 zum Landeshauptmann der Steiermark. In den ersten wirtschaftlich schwierigen aber politisch entscheidenden Nachkriegsjahren war die wichtigste Aufgabe die Ernährung der Bevölkerung. Als Bauernbundobmann geriet Pirchegger dabei in eine für ihn ungemein schwierige Situation: Im Interesse der Versorgung der Gesamtbevölkerung, musste er die Bauernschaft ständig unter Druck setzen, und gegen jene Bauern hart vorgehen, die ihre Ablieferungspflichten nicht oder nur mangelhaft erfüllten. Am 17. Oktober 1947 erlitt Pirchegger einen Herzanfall, der ihn für längere Zeit ans Krankenlager fesselte, dennoch nahm er seine Amtsgeschäfte Anfang 1948 wieder auf. Pirchegger legte sein hohes Amt offiziell am 6. Juli 1948 zurück, als Nachfolger trat Pircheggers Wunschkandidat Josef Krainer senior die Spitzenposition im Land an. Er blieb Obmann des steirischen Bauernbundes bis zu seinem Tod. Pirchegger starb am 1. März 1949 und wurde am 3. März unter großer Anteilnahme der Bevölkerung und im Beisein politischer Prominenz aus ganz Österreich in seiner Heimatgemeinde begraben. In Sankt Lorenzen im Mürztal wurde der Anton Pirchegger-Weg ⊙ nach ihm benannt.